# Gran Premi Al-Khor
El Gran Premi Al-Khor va ser una cursa ciclista d'un sol dia que es disputava a Qatar. Només es disputà la primera edició de 2008 i va formar part de l'UCI Asia Tour, amb una categoria 1.2.

## Palmarès
| Any  | Vencedor      | Segon        | Tercer        |
| ---- | ------------- | ------------ | ------------- |
| 2008 | Rafaâ Chtioui | Ahmed Mraihi | Omar Hasanein |